# Чемпионат Швеции по кёрлингу среди юниорских смешанных пар
Чемпионат Швеции по кёрлингу среди юниорских смешанных пар (швед. SM Mixed Dubbel Junior) — ежегодное соревнование шведских юниорских (до возраста 21 год) смешанных парных команд (смешанных пар) по кёрлингу (команда должна состоять из одного мужчины и одной женщины; см. кёрлинг среди смешанных пар). Проводится с сезона 2023—2024[уточнить], обычно в марте или апреле. Организатором является Ассоциация кёрлинга Швеции (швед. Svenska Curlingförbundet).
Победитель чемпионата получает право до следующего чемпионата представлять Швецию на международной арене (в том числе на чемпионате мира) как юниорская смешанная парная сборная Швеции.

## Годы, места проведения и команды-призёры
Составы команд указаны в порядке: женщина, мужчина, тренер (если есть).
| Год (сезон) | Город, даты проведения чемпионата | Золото                                                                       | Серебро                                                                 | Бронза                                                                            | Место на чемпионате мира |
| 2024        | Сундбюберг 1—3 марта              | Sundbybergs CK (Сундбюберг) Moa Dryburgh / Axel Landelius                    | Sundbybergs CK (Сундбюберг) Thea Orefjord / Olle Moberg                 | Härnösands CK (Хернёсанд) Nilla Hallström / Alexander Palm                        | —                        |
| 2025        | Дандерюд 7—9 марта                | Sundbybergs CK (Сундбюберг) Moa Dryburgh / Vilmer Nygren тренер: Юхан Нюгрен | IK Fyris (Уппсала) Maja Roxin / Jonatan Meyerson тренер: Симон Улофссон | Härnösands CK (Хернёсанд) Märta Claesson / Ivan Almeling тренер: Kerstin Skoglund | 4                        |